# Нестор Комбен
Нестор Комбен (фр. Nestor Combin, нар. 29 грудня 1940, Лас-Росас) — французький футболіст аргентинського походження, що грав на позиції нападника.

## Клубна кар'єра
Народився 29 грудня 1940 року в аргентинського місті Лас-Росас. Вихованець футбольної школи клубу «Колон» (Сан-Лоренсо). Згодом перебрався до Франції, дорослу футбольну кар'єру розпочав 1959 року в «Ліоні», в якому провів п'ять сезонів, взявши участь у 100 матчах чемпіонату. У складі «Ліона» був одним з головних бомбардирів команди, маючи середню результативність на рівні 0,68 голу за гру першості.
Згодом з 1964 по 1971 рік виступав в Італії, де грав у складі команд клубів «Ювентус», «Варезе», «Торіно» та «Мілан». Протягом цих років двічі виборював титул володаря Кубка Італії, ставав володарем Міжконтинентального кубка (з «Міланом»).
1971 року повернувся до Франції, де грав за «Мец» та «Ред Стар».
Завершив професійну ігрову кар'єру у нижчоліговому клубі «Єр», за команду якого виступав протягом 1975—1977 років.

## Виступи за збірну
1964 року дебютував в офіційних матчах у складі національної збірної Франції. Протягом кар'єри у національній команді, яка загалом тривала 5 років, провів у формі головної команди країни 8 матчів, забивши 4 голи.
У складі збірної був учасником чемпіонату світу 1966 року в Англії, де провів одну гру проти збірної Мексики.
| Дата       | Місто      | Господарі  | Результат | Гості      | Турнір             | Голи | Примітки |
| ---------- | ---------- | ---------- | --------- | ---------- | ------------------ | ---- | -------- |
| 25/04/1964 | Париж      | Франція    | 1 – 3     | Угорщина   | Відбір до ЧЄ 1964  | -    |          |
| 23/05/1964 | Будапешт   | Угорщина   | 2 – 1     | Франція    | Відбір до ЧЄ 1964  | 1    |          |
| 04/10/1964 | Люксембург | Люксембург | 0 – 2     | Франція    | Відбір до ЧС 1966  | -    |          |
| 15/09/1965 | Осло       | Норвегія   | 0 – 1     | Франція    | Відбір до ЧС 1966  | 1    |          |
| 09/10/1965 | Париж      | Франція    | 1 – 0     | Югославія  | Відбір до ЧС 1966  | -    |          |
| 06/11/1965 | Марсель    | Франція    | 4 – 1     | Люксембург | Відбір до ЧС 1966  | 2    |          |
| 13/07/1966 | Лондон     | Франція    | 1 – 1     | Мексика    | ЧС 1966 - 1-й етап | -    |          |
| 06/04/1968 | Марсель    | Франція    | 1 – 1     | Югославія  | Відбір до ЧЄ 1968  | -    |          |
| Усього     |            | Матчів     | 8         |            | Голів              | 4    |          |

## Титули і досягнення
- Володар Кубка Франції (1):

«Ліон»:  1963–64
- Володар Кубка Італії (2):

«Ювентус»:  1964–65
«Торіно»:  1967–68
- Володар Міжконтинентального кубка (1):

«Мілан»:  1969